# Una càmera excepcional
"Una càmera excepcional" (títol original en anglès "A Most Unusual Camera") és el desè episodi de la segona temporada, i el 46è total de la sèrie de televisió d'antologia La Dimensió Desconeguda. Es va emetre originalment el 16 de desembre de 1960 a CBS. Ha estat doblat al català i emès per TV3. Va ser un episodi escrit pel creador del programa, Rod Serling. L'episodi va ser protagonitzar Fred Clark i Jean Carson. L'episodi es va produir per a la primera temporada del programa, però es va retardar a la segona temporada.

## Narració d'obertura
| « | Una suite d'hotel que, en aquest cas, serveix com a cau del crim, les conseqüències d'un esdeveniment bastant menor que s'anotarà en un informe policial, una reclamació d'assegurança, potser una caixa de tres polzades a la pàgina dotze del diari de la tarda. Petits complements que s'han d'afegir a la llista del botí: una càmera, les restes d’un naufragi, no val la pena esmentar-ho realment, perquè les càmeres són càmeres, algunes cares, d'altres comprables a cinc centaus. botigues. Però aquesta càmera, aquesta és inusual perquè d'aquí a un moment la veurem injectar-se en les destinacions de tres persones. És un fet que les imatges que pren només es poden desenvolupar a La Dimensió Desconeguda. | » |

## Argument
Dos lladres, el marit i la dona Chester i Paula Diedrich, acaben de robar una botiga d'antiguitats i han tornat a la suite de l'hotel que utilitzen com a amagatall. Chester descarta la majoria dels objectes que han robat com a escombraries, però troba una estranya càmera de caixa entre ells. Quan fa una foto de Paula, genera una foto de desenvolupament propi d'ella amb un abric de pell. Després de trobar-ne un dins d'un cofre robat i de posar-se’l, la parella s'adona que les imatges de la càmera mostren el futur immediat dels seus subjectes. La seva següent imatge prediu amb precisió l'arribada del germà de Paula, Woodward, que acabava d'escapar de la presó.
Una cursa de cavalls li dóna a Chester la idea de fer una foto del tauler dels guanyadors en blanc a la pista local abans que s'executin cadascuna de les curses del dia, i després fer apostes en funció dels resultats de les imatges. Després de guanyar milers de dòlars, celebren a la seva suite, on un cambrer anomenat Pierre es fixa en la seva càmera i tradueix la seva inscripció del francès "dix à la propriétaire" com "deu a un propietari". ". Un cop Chester fa sortir en Pierre, determina que el trio ha fet un total de vuit fotografies. Mentre lluiten per la càmera, discutint sobre com utilitzar les dues últimes, van fer accidentalment una foto que mostra una Paula aterrida. Chester i Woodward continuen la seva lluita, però cauen per una finestra oberta i moren. La Paula reacciona com a la imatge, però es calma quan s'adona que ara pot quedar-se amb tots els diners per a ella.
Fa la desena i última foto dels dos cossos i es prepara per marxar, només per ser interrompuda per Pierre. Després d'haver assabentat de la seva condició de criminal buscada, la roba i l'amenaça de lliurar-la a la policia si ella els demana ajuda. Mirant la imatge, comenta que mostra més de dos cossos al pati de sota. La Paula corre a la finestra per comprovar-ho, però s'ensopega amb un cable elèctric i hi cau fins a la seva mort. En Pierre compta els cadàvers de la imatge, però s'adona que n'hi ha quatre en comptes de tres. Sorprès, deixa caure la càmera i també cau per la finestra.

## Narració de cloenda
| « | Objecte conegut com a càmera, vintage incert, origen desconegut. Però per als cobdiciosos, els avars, la flota de peu, que poden córrer una milla de quatre minuts sempre que persegueixen un dólar ràpid, fa creure que és un aliat, però no ho és en absolut demanant-vos que vingueu per fer una passejada ràpida per la illa, a La Dimensió Desconeguda. | » |

## Repartiment
- Fred Clark com Chester
- Jean Carson com Paula
- Adam Williams com Woodward
- Marcel Hillaire com Pierre